# Ferrières (Somme)
Ferrières település Franciaországban, Somme megyében. Lakosainak száma 483 fő (2022. január 1.). Ferrières Ailly-sur-Somme, Bovelles, Guignemicourt, Pont-de-Metz, Saleux és Saveuse községekkel határos.

## Népesség
A település népességének változása:
| Lakosok száma | 469  | 476  | 478  | 477  | 475  | 474  | 472  | 479  | 483  |
|               | 2013 | 2015 | 2016 | 2017 | 2018 | 2019 | 2020 | 2021 | 2022 |